# Halichoeres leucoxanthus
 Halichoeres leucoxanthus és una espècie de peix de la família dels làbrids i de l'ordre dels perciformes.

## Morfologia
Els mascles poden assolir els 12 cm de longitud total.

## Distribució geogràfica
Es troba a l'oceà Índic.